# Emilie Krall

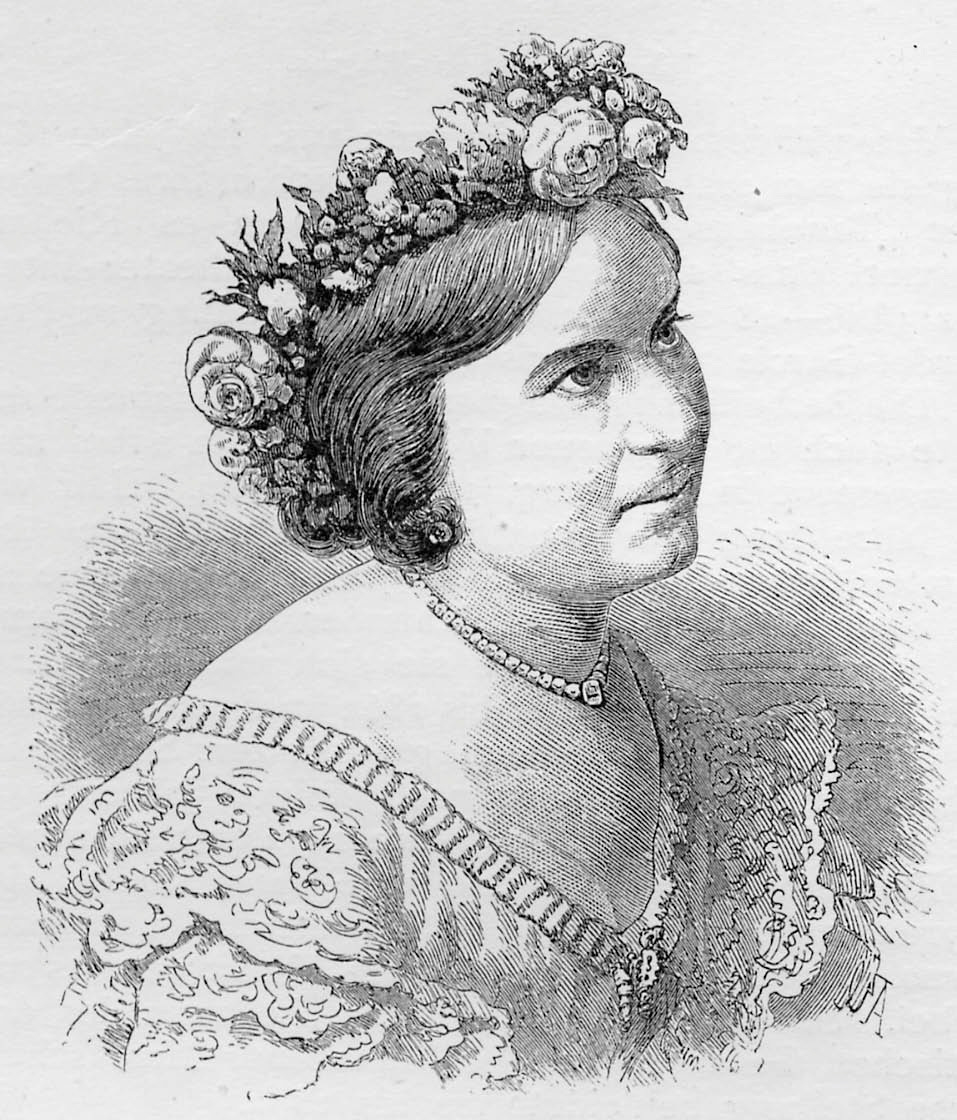
Emilie Krall

Emilie Krall, auch Emilie Jauner-Krall (* 20. März 1831 in Wien; † 14. Dezember 1914 ebenda) war eine österreichische Schauspielerin und Opernsängerin (Sopran).

## Leben
Krall stammte aus einem wohlhabenden Elternhaus. Ihre Erziehung erhielt sie hauptsächlich durch Hauslehrer; u. a. durch den Musikmeister Karl Kunt. Bereits als Jugendliche trat sie als Sängerin bzw. als Pianistin anlässlich kleinerer privater Soiréen auf. Dabei lernte sie den Komponisten Johannes Hager kennen, in dessen erster Oper Jolanthe sie mit der Titelpartie in privatem Rahmen sehr erfolgreich debütieren konnte.
Anlässlich dieses Debüts wurde Krall vom Direktor der Hofoper, Franz Ignaz von Holbein entdeckt. Mit 16 Jahren konnte sie dann 1848 am Theater am Kärntnertor offiziell ihr Debüt geben. Trotz dieser Erfolge wurde sie Schülerin der Schauspielerin Therese Peche. Nach dem plötzlichen Tod ihres Vaters verlängerte Krall ihr Engagement in Wien nicht, sondern unternahm ausgedehnte Gastspielreisen mit Stationen im Opernhaus Hannover, Thalia Theater (Hamburg) und der Staatsoper Unter den Linden. In der Saison 1854/55 sah man sie am Hoftheater Darmstadt und 1855 reiste sie an die Bühnen von London, Manchester und Dublin.
Ab dem 20. Oktober 1856 war Krall am Hoftheater Dresden verpflichtet. Dort lernte sie den Kollegen Franz Jauner kennen, der dort 1858 ebenfalls eine Anstellung fand. 1859 heiratete sie ihn in Dresden. Sie war nun über zehn Jahre zusammen mit ihrem Ehemann oft auf der dortigen Bühne zu sehen. Als ihr Ehemann 1871 ein Engagement am Carltheater (Wien) bekam, kündigte auch sie und ging mit ihm zurück in ihre Heimatstadt.
In Wien konnte ihr Ehemann am 25. April 1871 erfolgreich debütieren; sie hingegen zog sich von der Bühne zurück und trat ab dieser Zeit nur noch bei wenigen privaten Veranstaltungen auf. Als ihr Ehemann am 23. Februar 1900 Selbstmord beging, unterließ sie bis an ihr Lebensende sämtliche Auftritte in der Öffentlichkeit. Sie starb im Alter von über 83 Jahren am 14. Dezember 1914 in Hietzing und fand ihre letzte Ruhestätte neben ihrem Ehemann auf dem Ober Sankt Veiter Friedhof (Wien-Hietzing) (Gruppe 57).

## Rollen
- Jolanthe – Jolanthe (Johannes Hager)
- Zerlina – Don Giovanni (Wolfgang Amadeus Mozart)
- Pamina – Die Zauberflöte (Wolfgang Amadeus Mozart)
- Martha – Martha (Friedrich von Flotow)
- Dinorah – Dinorah ou Le pardon de Ploërmel (Giacomo Meyerbeer)
- Rosina – Der Barbier von Sevilla (Gioacchino Rossini)
- Regimentstochter – La fille du régiment (Gaetano Donizetti)